# Veigaiidae
Veigaiidae  es una familia de arácnidos ácaros perteneciente al orden Mesostigmata.  Sin embargo, no son parásitas, son de vida libre y depredadores que se encuentran en el suelo y en materia orgánica en descomposición. Algunas especies son especialistas de las costas rocosas.

## Géneros
La familia contiene los siguientes géneros:
- Cyrthydrolaelaps Berlese, 1904
- Gamasolaelaps Berlese, 1903
- Gorirossia Farrier, 1957
- Veigaia Oudemans, 1905